# Карнс (окръг, Тексас)
Окръг Карнс (на английски: Karnes County) е окръг в щата Тексас, Съединени американски щати. Площта му е 1953 km², а населението - 15 446 души (2000). Административен център е град Карнс Сити.